# Macaranga pearsonii
Macaranga pearsonii är en törelväxtart som beskrevs av Elmer Drew Merrill. Macaranga pearsonii ingår i släktet Macaranga och familjen törelväxter. Inga underarter finns listade i Catalogue of Life.